# 11월 24일
11월 24일은 그레고리력으로 328번째(윤년일 경우 329번째) 날에 해당한다.

## 사건
- 380년 - 테오도시우스 1세가 헤브도몬에서 시작된 행렬을 이끌고 콘스탄티노플에 공식적으로 입성하다.
- 1361년 - 홍건적, 개경 침입.
- 1429년 - 백년전쟁: 잔 다르크가 라샤리테 점령을 위한 전투를 시작하다.
- 1642년 - 네덜란드의 탐험가 아벌 타스만이 태즈메이니아 섬을 발견하다.
- 1950년 - "인권 및 기본 자유권 협정"이 유럽 평의회에서 채택했다.
- 1959년 - EU, 벨기에의 제안으로 유럽각료이사회에 개발도상국과 협력 모색을 담당할 위원회 창설했다.
- 1979년 - 계엄령 하에서 유신 체제에 반대하는 민주 인사들이 결혼식을 가장하여 서울 명동 YWCA에 모여 가두시위를 결행하다.
- 1981년 - 보잉이 크루즈 미사일 개발 및 생산에 성공하다.
- 1982년 - 네덜란드, 빔 코크의 노동조합연맹과 크리스 판 베인의 경영자단체연합 사이에 바세나르 협약으로 임금인상억제정책이 실시되다.
- 1992년 - 중국남방항공 3943편 추락 사고로 탑승객 141명 전원 사망했다.
- 1995년 - 일산선에서 일산선 전동차 추돌 사고가 일어나다.
- 1998년 - 이슬라마바드에서 중국, 파키스탄, 카자흐스탄, 키르키스스탄 등 4국이 국경통과운송협정 조인했다.
- 2003년 - 신용 불량자 양산 등 자금난 문제로 유동성 위기를 겪고 있던 LG카드(현 신한카드)가 채권단으로부터 2조원의 긴급 신규자금을 지원받다.
- 2013년 - 이란과 유엔 안전보장이사회 이사국 및 독일은 핵협상이 나흘간의 회의 끝에 10년 만에 극적으로 타결되었다.
- 2018년 - 대한민국 서울특별시 아현동 KT지사 지하통신구 화재 사고로 통신이 단절되어 KT 가맹점 및 이용자가 불편을 겪는 상황이 발생했다.

## 문화
- 1639년 - 영국의 천문학자 제러마이아 호록스가 금성의 태양면 통과를 처음으로 관찰하다.
- 1859년 - 영국의 과학자 찰스 다윈이 《종의 기원》을 출간하다.
- 1974년 - 호모 사피엔스의 조상 루시(오스트랄로피테쿠스 아파렌시스)가 에티오피아에서 발견되다.
- 1987년 - 대한민국의 경상북도 동해안 지역의 포항MBC TV 연주소 개국.
- 2009년 - 기아자동차에서 K7이 출시되다.
- 2020년 - TBN 충북교통방송 개국.
- 2020년 - KBO 리그 한국시리즈 6차전에서 NC 다이노스가 두산 베어스를 4대 2로 꺾고 시리즈 전적 4승 2패로 2011년 창단 이후 9년만에 통산 1번째 우승을 달성하였다.
- 2024년 - KBS 쿨FM 뮤직쇼 마지막 방송이 34년 만에 폐지되었다.

## 탄생
- 1632년 - 네덜란드의 철학자 바뤼흐 스피노자. (~1675년)
- 1729년 - 러시아 제국의 명장 알렉산드르 수보로프. (~1800년)
- 1784년 - 미국의 제 12대 대통령 재커리 테일러. (~1850년)
- 1818년 - 미국의 정치인 윌리엄 우즈 홀든. (~1892년)
- 1849년 - 영국 출신의 미국 작가 프랜시스 호지슨 버넷. (~1924년)
- 1864년 - 프랑스의 화가 앙리 드 툴루즈로트레크. (~1901년)
- 1875년 - 일본의 군인 아베 노부유키. (~1953년)
- 1887년 - 독일의 군인 에리히 폰 만슈타인. (~1973년)
- 1888년 - 미국의 작가, 교육가 데일 카네기. (~1955년)
- 1889년 - 대한제국의 독립운동가 김좌진. (~1930년)
- 1900년 - 대한민국의 독립운동가 김학규. (~1967년)
- 1902년 - 대한민국의 작가, 소설가 주요섭. (~1972년)
- 1911년 - 대한민국 무용가 최승희. (~1969년)
- 1923년 - 대한민국의 정치인, 제6대 국회의원 이재만. (~2004년)
- 1924년 - 한국계 일본인 프로레슬링 선수 역도산. (~1963년)
- 1926년
  - 중국 태생 미국의 물리학자 리정다오. (~2024년)
  - 이탈리아의 화가 비토리오 미엘레. (~1999년)
- 1934년
  - 러시아의 작곡가 알프레트 시닛케. (~1998년)
  - 스웨덴의 배우 스벤베르틸 타우베. (~2022년)
  - 일본의 평론가 가세 히데아키. (~2022년)
- 1936년 - 영국의 기업인 데이브 웰런.
- 1942년
  - 영국의 정치인 앤드루 스터넬. (~2024년)
  - 스코틀랜드의 희극인 겸 음악가, 사회자 빌리 코널리.
- 1943년 - 일본의 축구인 모리 다카지. (~2011년)
- 1954년
  - 미국의 음악가 클렘 버크. (~2025년)
  - 세르비아의 영화감독 에미르 쿠스투리차.
- 1955년 - 대한민국의 성우 유명숙.
- 1962년 - 대한민국의 법조인, 정치인 김회재.
- 1965년 - 대한민국의 가수 강민주.
- 1970년 - 대한민국의 전 축구 선수, 축구 감독, 축구 지도자 김병수.
- 1971년
  - 대한민국의 배우 권오중.
  - 대한민국의 기자 이언주.
- 1972년 - 대한민국의 의학박사 손대경.
- 1973년
  - 대한민국의 군인 윤영하. (~2002년)
  - 미국의 배우, 성우 대니엘 니컬렛.
- 1976년
  - 대한민국의 배우 배건식.
  - 중화인민공화국의 피겨스케이팅 선수 천루.
  - 프랑스의 영화 감독 코랄리 파르자.
- 1978년 - 미국의 배우 캐서린 하이글.
- 1980년
  - 미국의 전 프로레슬링 선수 베스 피닉스.
  - 대한민국의 가수, 배우 김소이.
  - 대한민국의 음악가 박주원.
- 1981년
  - 대한민국의 배우 홍지영.
  - 대한민국의 배우 황재열.
  - 인도의 배우 셀리나 제이틀리.
- 1982년
  - 대한민국의 아나운서 최혜림.
  - 대한민국의 희극인 김현정.
  - 대한민국의 배우 이유준.
- 1983년
  - 대한민국의 배구 선수 임유진.
  - 대한민국의 배우 하수호.
  - 캐나다의 배우 카린 바나스.
- 1984년 - 대한민국의 전직 스타크래프트 프로게이머 박신영.
- 1985년
  - 대한민국의 배우 김꽃비.
  - 대한민국의 희극인 김현기.
- 1986년
  - 대한민국의 배우 정은채.
  - 대한민국의 희극인 송준석.
- 1987년 - 노르웨이의 배우 레나테 레인스베.
- 1988년 - 대한민국의 야구 선수 이재곤.
- 1989년 - 대한민국의 모델 박희현.
- 1990년 - 대한민국의 배우, 전 가수 한예진.
- 1991년 - 대한민국의 레이싱 모델 김미나.
- 1992년 - 홍콩의 탁구 선수 레이호우칭.
- 1993년 - 대한민국의 가수 김현진.
- 1994년
  - 대한민국의 가수, 배우 박혜수.
  - 대한민국의 배우 김선아.
  - 대한민국의 야구 선수 배재준.
- 1995년 - 대한민국의 배우, 유튜버 김유이.
- 1996년 - 대한민국의 스트리머 및 유튜버 데스퍼.
- 1998년
  - 대한민국의 가수 최유리.
  - 대한민국의 농구 선수 김진모.
- 1999년
  - 대한민국의 리그 오브 레전드 프로게이머 바이블.
  - 대한민국의 가수 라원.
- 2000년 - 대한민국의 축구 선수 박종현.
- 2002년 - 미국의 가수 스카일라 스테커.
- 2003년
  - 대한민국의 태권도 선수 박정현.
  - 스페인의 태권도 선수 아드리아나 세레소.

### 미상
- 대한민국의 의사 박주희.

## 사망
- 1416년 - 고려 말 조선 초의 문신 하륜. (1348년~)
- 1468년 - 프랑스의 귀족 장 드 뒤누아 백작. (1402년~)
- 1598년 - 조선 중기의 문신 김응남. (1546년~)
- 1761년 - 조선의 실학자, 철학자, 소설가 신후담. (1702년~)
- 1903년 - 대한제국의 정치인 우범선. (1854년~)
- 1916년 - 영국의 발명가 하이럼 스티븐스 맥심. (1840년~)
- 1940년 - 일본의 총리 사이온지 긴모치. (1849년~)
- 1980년 - 프랑스의 테니스인 잔느 메티. (1886년~)
- 1981년 - 대한민국의 문학평론가 조연현. (1920년~)
- 1991년 - 영국의 대중음악가수 프레디 머큐리. (1946년~)
- 1997년 - 대한민국의 교육자 전 영부인 공덕귀. (1911년~)
- 2002년 - 미국의 철학자 존 롤스. (1921년~)
- 2006년 - 대한민국의 기업인 한영원. (1927년~)
- 2015년 - 대한민국의 정치인이자 국회의원 신건. (1941년~)
- 2019년 - 대한민국의 가수 구하라. (1991년~)
- 2020년
  - 대한민국의 정치인 이세기. (1936년~)
  - 니제르의 정치인 마마두 탄자. (1938년~)
- 2022년
  - 독일의 작가 한스 마그누스 엔첸스베르거. (1929년~)
  - 일본의 소설가 사가와 잇세이. (1949년~)
  - 스웨덴의 아이스하키 선수 뵈리에 살밍. (1951년~)
  - 파키스탄의 영화배우 이스마일 타라. (1949년~)
- 2024년
  - 미국의 영화배우 헬렌 갤러거. (1926년~)
  - 잉글랜드의 교육자 앤드루 콜린 렌프루. (1937년~)
  - 캐나다의 중국학자 예자잉. (1924년~)

## 기념일
- 진화의 날: 1859년 다윈의 종의 기원이 출간된 것을 기념하는 날.

## 같이 보기
- 전날: 11월 23일 다음날: 11월 25일 - 전달: 10월 24일 다음달: 12월 24일
- 음력: 11월 24일
- 모두 보기